# Eşmetaş, Solhan
Eşmetaş là một xã thuộc huyện Solhan, tỉnh Bingöl, Thổ Nhĩ Kỳ. Dân số thời điểm năm 2010 là 462 người.